# Russula agaricina
Russula agaricina är en svampart som först beskrevs av Károly Kalchbrenner, och fick sitt nu gällande namn av T. Lebel 2007. Russula agaricina ingår i släktet kremlor och familjen kremlor och riskor.   Inga underarter finns listade i Catalogue of Life.